# 長徳院 (美濃市)
長徳院(ちょうとくいん)は岐阜県美濃市松森にある釈迦如来を本尊とする曹洞宗の寺院で、山号は松原山。中濃八十八ヶ所霊場40番札所である。
創建年代不詳。松森山の麓に松鞍神社の社守を担っていた真言宗の宝泉庵が濫觴であったと伝わるが、時を経て庵は頽廃した。元禄14年（1701年）、その跡地に龍泰寺の孤峰祖白が寺を設け曹洞宗に改めて、松源山長徳院と名付けた。宝暦5年（1755年）に龍泰寺25世透空正鱗を開山として現在地に移転した。旧所在地は現在地より南東の長良川鉄道松森駅の西側にある寺洞遺跡の周辺とされる。